# Karel Chytil
Karel Chytil (ur. 25 listopada 1919, zm. 15 września 2002) – czeski duchowny katolicki, biskup Kościoła podziemnego w Czechosłowacji.

## Życiorys
W młodości studiował teologię na Uniwersytecie Laterańskim w Rzymie. Przygotowywał się do święceń. Nie został jednak duchownym, gdyż nie czuł powołania do celibatu. W czasie II wojny światowej przebywał w Anglii. Służył w Królewskich Siłach Lotniczych.
Po wojnie wrócił do Czechosłowacji. Studiował socjologię na Wydziale Filozoficznym Uniwersytetu Karola w Pradze. Pracował w poradni rodzinnej w Brandýsie nad Labem. Ożenił się, miał dwóch synów.
Od lat 60. XX wieku był zaangażowany w życie Kościoła podziemnego w Czechosłowacji. W 1977 roku został potajemnie wyświęcony na księdza przez Felixa Davídka. Od tego czasu współpracował ze wspólnotą, której przewodniczył prałat Václav Dvořák.
W 1987 roku został biskupem Kościoła podziemnego w Czechosłowacji. Po 1992 roku nie pełnił funkcji kapłana rzymskokatolickiego.